# Twierdzenie podstawowe Cauchy’ego
Twierdzenie podstawowe Cauchy’ego – twierdzenie analizy zespolonej orzekające, że dla funkcji holomorficznej całka z niej po drodze zamkniętej – tzw. całka okrężna – jest równa zero. Twierdzenie to było sformułowane i udowodnione przez Augustina Cauchy’ego w 1825 roku. Cauchy wyprowadził z niego szereg podstawowych własności funkcji analitycznych.
Mimo dużego znaczenia tej teorii w analizie zespolonej, Cauchy nie widział w niej nic wyjątkowego. Dlatego praca z 1825 roku, nie była przez niego cytowana aż do roku 1851. Cytowanie swoich prac było jego częstym zabiegiem.
Twierdzenie to ma wiele nazw: twierdzenie Cauchy’ego o całce krzywoliniowej bądź twierdzenie całkowe Cauchy’ego, ale również twierdzenie Cauchy’ego-Goursata, czy nawet lemat Goursata (nie mylić z lematem Goursata w teorii grup).

## Twierdzenie
Niech {\displaystyle D\subseteq \mathbb {C} } będzie obszarem jednospójnym na płaszczyźnie zespolonej {\displaystyle \mathbb {C} } ograniczonym przedziałami gładką krzywą zamkniętą {\displaystyle C,} ponadto {\displaystyle f\colon U\to \mathbb {C} } oznacza funkcję analityczną na obszarze {\displaystyle U,} dla którego {\displaystyle D\cup C\subseteq U.} Wówczas
{\displaystyle \oint \limits _{C}f(z)\;\mathrm {d} z=0.}

## Wnioski
- Jeśli funkcja {\displaystyle f(z)} jest analityczna w obszarze jednospójnym {\displaystyle D} oraz {\displaystyle a,b\in D,} to dla każdych kawałkami gładkich krzywych {\displaystyle C_{1},C_{2}} łączących {\displaystyle a} z {\displaystyle b} mamy

{\displaystyle \int _{C_{1}}f(z)\;dz=\int _{C_{2}}f(z)\;dz.}
Zatem możemy zdefiniować całkę
{\displaystyle \int _{a}^{b}f(z)\;dz}
(tzn. nie zależy ona od drogi całkowania).
- Dla {\displaystyle D,f,a} jak powyżej określmy funkcję {\displaystyle \Phi :D\longrightarrow \mathbb {C} } przez

{\displaystyle \Phi (z)=\int _{a}^{z}f(\zeta )\;d\zeta .}
Wówczas funkcja {\displaystyle \Phi } jest analityczna oraz {\displaystyle \Phi '(z)=f(z).}
- Niech {\displaystyle f(z)} będzie funkcją analityczną w obszarze jednospójnym {\displaystyle D} z wyjątkiem punktów {\displaystyle z_{1},z_{2},\dots ,z_{n}} oraz niech {\displaystyle C\subset D} będzie kawałkami gładką krzywą Jordana otaczającą wszystkie punkty {\displaystyle z_{1},z_{2},\dots ,z_{n}} (tzn. punkty te leżą we wnętrzu obszaru ograniczonego krzywą C). Wybierzmy liczbę dodatnią {\displaystyle r>0,} taką że okręgi {\displaystyle K(z_{i},r)} o środku w {\displaystyle z_{i}} i promieniu {\displaystyle r} (dla {\displaystyle i=1,\dots ,n}) nie przecinają się i nie przecinają krzywej. Wówczas

{\displaystyle \oint \limits _{C^{+}}f(z)dz=\sum _{i=1}^{n}\oint \limits _{K(z_{i},r)}f(z)dz.}
(Całki powyżej są po krzywych skierowanych dodatnio).